# Championnats de France d'escrime 2014
Navigation
Édition précédente Édition suivante
Les championnats de France d'escrime 2014 ont eu lieu les 21 et 22 juin 2014 à Muret, Saint-Genis-Pouilly et Bourges. Six épreuves figuraient au programme, trois masculines et trois féminines.

## Liste des épreuves
- Épée masculine et épée féminine :
  - les épreuves ont eu lieu à Saint-Genis-Pouilly les 21 et 22 juin 2014 en même temps que les épreuves par équipes.
- Fleuret masculin et fleuret féminin :
  - les épreuves ont eu lieu à Muret les 21 et 22 juin 2014 en même temps que les épreuves par équipes.
- Sabre masculin et sabre féminin :
  - les épreuves ont eu lieu à Bourges les 10 et 11 mai 2014 en même temps que les épreuves par équipes.

## Classements individuels

### Sabre
- Sabre féminin :

| Or     | Cécilia Berder    | Cercle d'escrime orléanais |
| Argent | Charlotte Lembach | Strasbourg Université Club |
| Bronze | Flora Palu        | Paris ATP                  |
| Bronze | Laura Reguigne    | Cercle d'escrime orléanais |

- Sabre Masculin :

| Or     | Vincent Anstett | Souffel Escrime Club       |
| Argent | Boladé Apithy   | ASPTT Dijon                |
| Bronze | Julien Pillet   | Strasbourg Université Club |
| Bronze | Nicolas Rousset | ASPTT Dijon                |

### Épée
- Épée masculine :

| Or     | Virgile Marchal    | Levallois Sporting Club |
| Argent | Alexandre Bardenet | St Gratien              |
| Bronze | Gauthier Grumier   | Levallois Sporting Club |
| Bronze | Ronan Gustin       | Livry Gargan            |

- Épée féminine :

| Or     | Sarah Daninthe            | Levallois Sporting Club |
| Argent | Mélissa Goram             | Beauvais ACA            |
| Bronze | Marie-Florence Candassamy | Paris UC                |
| Bronze | Dimodi Laurence Epée      | Beauvais ACA            |

### Fleuret
- Fleuret masculin :

| Or     | Julien Mertine    | Rueil Malmaison                     |
| Argent | Erwann Le Péchoux | Pays d'Aix                          |
| Bronze | Enzo Lefort       | Cercle d'Escrime Melun Val de Seine |
| Bronze | Maxime Pauty      | Issy les Moulineaux                 |

- Fleuret féminin :

| Or     | Ysaora Thibus      | AS Bourg-la-Reine  |
| Argent | Corinne Maîtrejean | Masque de Fer Lyon |
| Bronze | Gaëlle Gebet       | AS Bourg-la-Reine  |
| Bronze | Virginie Ujlaki    | Paris TA           |

## Classements par équipes

### Sabre
- Sabre masculin :

| Or     | Section paloise            |  |
| Argent | Gisors 3A                  |  |
| Bronze | Amicale tarbaise d'escrime |  |

- Sabre féminin :

| Or     | Cercle d'escrime orléanais |  |
| Argent | US Métro                   |  |
| Bronze | Meylan                     |  |

### Épée
- Épée masculine :

| Or     | Rodez Escrime Aveyron | Jonathan Bonnaire Daniel Jerent Nikolai Novosjolov Guilhem Vabre    |
| Argent | St Gratien            | Alexandre Bardenet Alex Fava Silvio Fernandez Ivan Trevejo          |
| Bronze | Colmar SR             | Florent Chanut Anthony Commarmond Guillaume Dechriste Olivier Stolz |

- Épée féminine :

| Or     | St Gratien          |  |
| Argent | Grenoble Parmentier |  |
| Bronze | Aulnay CE           |  |

### Fleuret
- Fleuret masculin :

| Or     | Rueil Malmaison                     | Julien Mertine Vincent Simon Anthony Aurey Victor Sintès                  |
| Argent | AS Bourg-la-Reine                   | Andrea Baldini Jérôme Jault Jean-Paul Tony Helissey Pierrick Saint-Bonnet |
| Bronze | Cercle d'escrime Melun Val de Seine | Enzo Lefort Peter Joppich Charles Villeneuve Enguérand Roger              |

- Fleuret féminin :

| Or     | AS Bourg-la-Reine  | Martina Batini Ysaora Thibus Gaëlle Gebet Sarah Bertille            |
| Argent | Masque de Fer Lyon | Elisa Di Francisca Corinne Maitrejean Julie Huin Coralie Malachenko |
| Bronze | CM Aubervilliers   | Arianna Errigo Wassila Redouane Théodora Fosse Anita Blaze          |